# Religión en América del Sur
La religión en América del Sur con mayor predominio es el cristianismo, especialmente el catolicismo, como herencia del pasado colonial español y portugués. Asimismo, la región cuenta con un notable incremento de protestantes y personas sin religión, así como también la presencia de otras religiones como el judaísmo, el budismo, el islam, el hinduismo y religiones tanto nativas como afroamericanas. 

## Libertad religiosa
Actualmente, todos los países de la región en general están separados de la Iglesia Católica y son oficialmente estados laicos, con garantías de libertad religiosa para sus habitantes. El primer país en declarar su independencia del Estado, fue Uruguay en 1918. En 2008 Bolivia se convertiría en el último en aprobar la libertad religiosa.

## Cristianismo

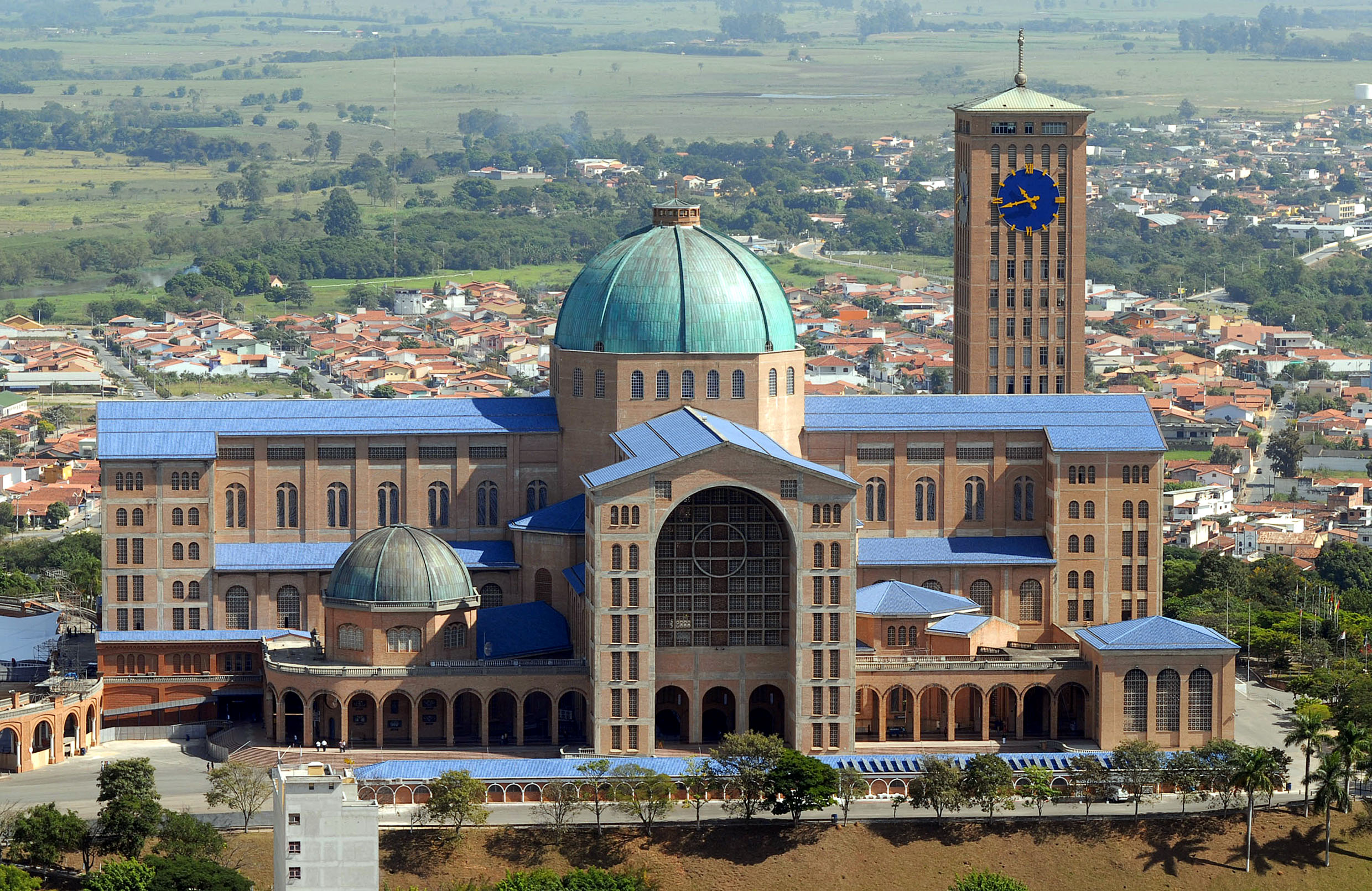
La Basílica de Nuestra Señora Aparecida es la segunda más grande en el mundo, solo después de la Basílica de San Pedro en Ciudad del Vaticano.

De acuerdo a la Asociación de archivos Religiosos 91.9% de la población de América del Sur es Cristiana, aunque menos de la mitad de ellos es practicante. .

### Catolicismo
Exceptuando a Surinam y Uruguay, la religión más profesada en todos los países es la católica. Mientras países como Paraguay (86%), Perú (80%), Argentina (66%) y Colombia (80%), los católicos superan los tres cuartos de la población, en Chile es 57%. 
El catolicismo era la única religión permitida en la Edad Moderna. Los indígenas fueron obligados a abandonar sus creencias, aunque muchos no lo hicieron completamente. Por ejemplo, en países con predominancia de población indígena como Bolivia y Perú, hay un sincretismo entre religiones indígenas y la religión católica, lo que ha ocurrido desde tiempos coloniales. En Brasil o Colombia, el catolicismo coexistió con rituales africanos.

### Protestantismo

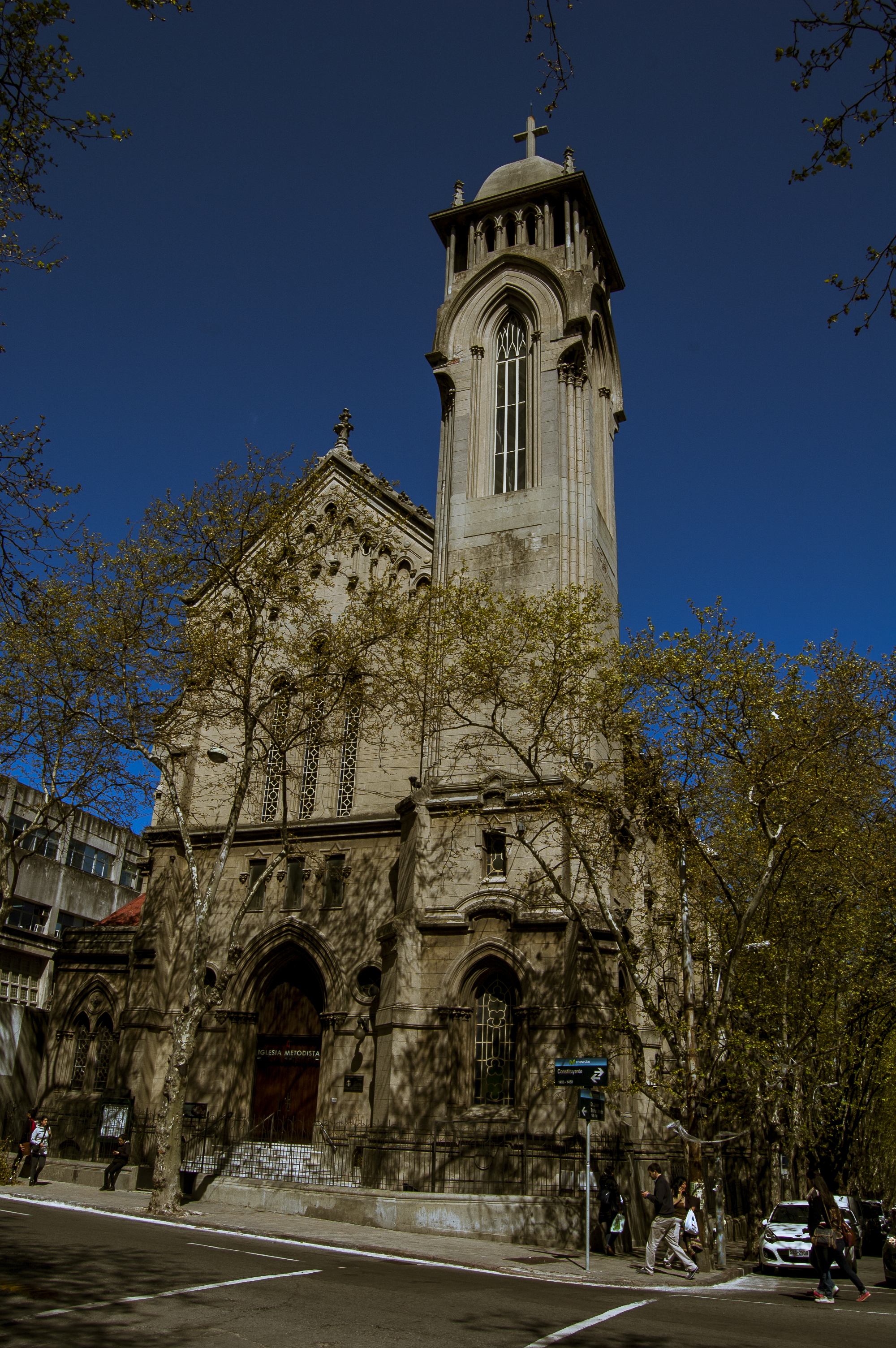
Templo Metodista en Uruguay

El protestantismo, desde el siglo XIX ha sido una minoría, pero ha tenido un gran incremento desde los 90'. La mayoría de protestantes en Latinoamérica son pentecostales. El país más evangélico de Sudamérica es Brasil, donde el 89% de los protestantes son pentecostales, en Chile representan el 79% del total de evangélicos, un 69% en Argentina y un 50% en Colombia. Por otra parte, en Uruguay un 66% de los protestantes son metodistas, mientras solo un 20% pentecostales.

## Religiones no cristianas
Argentina posee las mayores comunidades de judíos y musulmanes de la región. Brasil es el país con más practicantes en el mundo del espiritismo de Allan Kardec. En Sudamérica también hay judíos, budistas, musulmanes, hinduistas, bahá'ís y sintoístas, y se siguen practicando creencias y rituales indígenas en países con un gran porcentaje de ellos como Bolivia y Perú.

## Estadísticas
Religiones en América del Sur (2020):
| Países          | Población Total | Cristianos % | Población cristiana | Sin religión % | Población Sin religión | Otras religiones % | Población Otras religiones | Fuentes |
| --------------- | --------------- | ------------ | ------------------- | -------------- | ---------------------- | ------------------ | -------------------------- | ------- |
| Argentina       | 43,830,000      | 85.4%        | 37,420,000          | 12.1%          | 5,320,000              | 2.5%               | 1,090,000                  | [ 3 ]   |
| Bolivia         | 11,830,000      | 94%          | 11,120,000          | 4.1%           | 480,000                | 1.9%               | 230,000                    | [ 3 ]   |
| Brasil          | 210,450,000     | 88.1%        | 185,430,000         | 8.4%           | 17,620,000             | 3.5%               | 7,400,000                  | [ 3 ]   |
| Chile           | 18,540,000      | 88.3%        | 16,380,000          | 9.7%           | 1,800,000              | 2%                 | 360,000                    | [ 3 ]   |
| Colombia        | 50,000,000      | 95.5%        | 47,750,000          | 4%             | 2,000,000              | 0.5%               | 250,000                    | [ 4 ]   |
| Ecuador         | 16,480,000      | 94%          | 15,490,000          | 5.6%           | 920,000                | 0.4%               | 70,000                     | [ 3 ]   |
| Guyana          | 850,000         | 67.9%        | 580,000             | 2%             | 20,000                 | 30.1%              | 250,000                    | [ 3 ]   |
| Paraguay        | 7,630,000       | 96.9%        | 7,390,000           | 1.1%           | 90,000                 | 2%                 | 150,000                    | [ 3 ]   |
| Perú            | 32,920,000      | 95.4%        | 31,420,000          | 3.1%           | 1,010,000              | 1.5%               | 490,000                    | [ 3 ]   |
| Surinam         | 580,000         | 52.3%        | 300,000             | 6.2%           | 40,000                 | 41.5%              | 240,000                    | [ 3 ]   |
| Uruguay         | 2,800,000       | 26.2%        | 733,000             | 71.8%          | 2,007,000              | 1.8%               | 50,000                     | [ 3 ]   |
| Venezuela       | 33,010,000      | 89.5%        | 29,540,000          | 9.7%           | 3,220,000              | 0.8%               | 250,000                    | [ 3 ]   |
| América del Sur | 431,770,000     | 83.43%       | 385,210,000         | 9.18%          | 35,480,000             | 7.39%              | 11,080,000                 |         |